# Тартак (Чечельницкий район)
Тарта́к (укр. Тартак) — село на Украине, находится в Чечельницком районе Винницкой области.
Население на 2024 год составляет около 2 тысяч человек. Почтовый индекс — 24805. Телефонный код — 4351.
Занимает площадь 5,16 км².

## Адрес местного совета
24805, Винницкая область, Чечельницкий р-н, с. Тартак, ул. Пидгаецького, 222